# ローク・サバー
ローク・サバー（ヒンディー語: लोक सभा, Lok Sabha）は、インドの連邦議会を構成する議院（下院）。英語名称では"House of the People"（人民院）。

## 議院構成
- 設置年：1950年

### 定数
545

### 選挙
（憲法第81条、第334条）：
- 543人: 単純小選挙区制。ただし、指定カースト（84議席）、指定トライブ（47議席）の議席については、各州・連邦領の人口比例に基づいて留保。
また、2023年9月21日に全議席の3分の1を女性に留保する法案が連邦議会で可決され、181議席（その内、指定カースト向けが28議席、指定トライブ向け16議席を含む。）が留保されることとなったが、実際に適用するには2019年コロナウイルス感染症流行により遅れている国勢調査を完了する必要があるため、早くても2026年以降となっている[3][4][5]。

かつては、アングロ・インディアン（父親もしくは父方先祖がヨーロッパ人であり、インドで生まれて暮らしている国民）から大統領が2議席指名できたが、2020年に施行された2019年憲法（第104次改正）法により廃止された。

### 選挙資格と被選挙資格
- 選挙権者：18歳以上のインド公民。ただし、(1) 無住居、(2) 精神不健全、(3) 犯罪・破廉恥・不法行為の理由で欠格とされる者は除く（憲法第326条）
- 被選挙権者：25歳以上のインド公民（憲法第84条a号・b号）。ただし、(1) ラージヤ・サバー（以下、「上院」とする）議員・州議会議員、(2) ローク・サバー（以下、「下院」とする）の許可無く、60日間下院の会議を欠席した者、(3) 大臣以外の報酬を伴う職に在る者、(4) 心神耗弱者、(5) 破産者、(6) 自らの意思で外国の公民権を獲得した者、などは、被選挙権を剥奪される（憲法第101条、第102条）。

### 任期
5年（解散あり）。ただし、非常事態布告が施行されている間は、国会が法律で1回につき1年を超えない限度において延長することができる。いかなる場合においても、布告の失効後6月以上にわたって延長することはできない。（憲法第83条第2項）

## 議院権限

### 下院の優越的権限
1. 内閣不信任動議権：大臣会議（内閣）は、下院に対し連帯して責任を負うため（憲法第75条第3項）、下院のみが内閣不信任動議権を有し、50人の下院議員の支持により提出される。ただし、過去に提出された事例は、1963年の1回のみで、しかも失敗に終わっている[6]。
2. 金銭法律案[注釈 1]：金銭法律案の先議は、下院に限られる（憲法第109条第1項）。
3. 両院合同会議：両院の意思が異なる場合には、両院合同会議が開かれ、出席・投票する議員の過半数で議決する。しかし、上院と下院の定数差からして、実質的に下院の意思が優越する[7]。

### 両院同等の権限
1. 金銭法律案以外の法律案：両院のいずれからも先議ができる（憲法第107条第1項）。
2. 憲法改正法律案：両院のいずれからも発案ができる。憲法改正は、両議院それぞれで、(1) 総議員過半数、(2) 出席・投票する議員の3分の2、の双方の条件を満たして法律案が可決され、大統領が認証した場合に成立する。ただし、大統領選挙や国会における州代表に関する事項等を改正する場合には、両院での可決後、2分の1以上の州議会の承認が必要である（憲法第368条第2項）。

## 過去の選挙結果

### 2024年総選挙
- 実施日：2024年4月19日-6月1日（地域ごとに投票日をずらして行われた。）

・2024年6月22日現在
| 政党連合                                                 | 党派 | 議席数 |
| -------------------------------------------------------- | ---- | ------ |
| 国民民主同盟 議席：293                                   |      |        |
| インド人民党（BJP）                                      | 240  |        |
| テルグ・デサム（TDP）                                    | 16   |        |
| ジャナタ・ダル (統一派) （JD(U)）                        | 12   |        |
| シヴ・セーナー（SS）                                     | 7    |        |
| ロク・ジャンシャクティ党（ラム・ヴィラス）（LJP(RV)）    | 5    |        |
| ジャナタ・ダル (世俗派)（JDS）                           | 2    |        |
| ジャナ・セナ党（JSP）                                    | 2    |        |
| 全国ローク・ダル(RLD)                                    | 2    |        |
| 全ジャールカンド州学生組合党(AJSUP)                      | 1    |        |
| 国民会議党（NCP）                                        | 1    |        |
| 統一人民党・自由派(UPPL)                                 | 1    |        |
| シッキム革命戦線（SKM）                                  | 1    |        |
| アプナ・ダル（AD(S)）（AD(S)）                           | 1    |        |
| アソム人民会議(AGP)                                      | 1    |        |
| インド人民戦線(HAM)                                      | 1    |        |
| インド国家開発包括同盟 議席：237                         |      |        |
| インド国民会議派（INC）                                  | 99   |        |
| サマジワディ党（SP）                                     | 37   |        |
| トリナムール（草の根）会議派（AITC）                     | 29   |        |
| ドラーヴィダ進歩党(DMK)                                  | 22   |        |
| シヴ・セーナ（ウッダヴ・バラサヘブ・タッカレー）(SHSUBT) | 9    |        |
| 国民会議党（シャラドチャンドラ・パワー） (NCPSP)         | 8    |        |
| インド共産党マルクス主義派（CPI(M)）                     | 4    |        |
| 全国ジャナタ・ダル（RJD）                                | 4    |        |
| アーム・アードミ党（AAP）                                | 3    |        |
| ジャールカンド解放戦線（JMM）                            | 3    |        |
| インド連合ムスリム連盟（IUML）                           | 3    |        |
| インド共産党（CPI）                                      | 2    |        |
| インド共産党マルクス・レーニン主義派解放派(CPI(ML)(L))   | 2    |        |
| ジャンムー・カシミール民族協議会(JKN)                    | 2    |        |
| 解放パンサー党（VCK）                                    | 2    |        |
| バーラト・アディバシ党 （BAP）                           | 1    |        |
| ケーララ会議派 （KM）                                    | 1    |        |
| ドラーヴィダ復興進歩党(MDMK)                             | 1    |        |
| 全国民主党（RLP）                                        | 1    |        |
| 革命社会党（RSP）                                        | 1    |        |
| 無所属                                                   | 3    |        |
| その他- 政党連合に 属さない 議席：13                     |      |        |
| YSR会議党(YSRCP)                                         | 4    |        |
| アカリ・ダル（SAD）                                      | 1    |        |
| 全インド統一ムスリム評議会（AIMIM）                      | 1    |        |
| ゾラム人民運動(ZPM)                                      | 1    |        |
| アザド・サマージ党（カンシ・ラム）(ASP(KR))              | 1    |        |
| 人民の声党（メガーラヤ州）(VPP)                          | 1    |        |
| 無所属                                                   | 4    |        |
| 合計                                                     | 合計 | 543    |

出典：ECI　

### 2019年総選挙
- 実施日：2019年4月11日-5月19日（地域ごとに投票日をずらして行われた。）

・2020年1月13日現在
| 政党連合                                         | 党派 | 議席数 |
| ------------------------------------------------ | ---- | ------ |
| 国民民主同盟 議席：337                           |      |        |
| インド人民党（BJP）                              | 303  |        |
| ジャナタ・ダル (統一派) （JD(U)）                | 15   |        |
| 人民の力党（LJP）（LJP)                          | 6    |        |
| アプナ・ダル（AD(S)）（AD(S)）                   | 2    |        |
| アカリ・ダル（SAD）                              | 2    |        |
| 全ジャールカンド州学生組合党(AJSUP)(AJSUP)       | 1    |        |
| 全国民主党（RLP）（RLP）                         | 1    |        |
| 全インド・アンナー・ドラーヴィダ進歩党（AIADMK） | 1    |        |
| 国民民主進歩党（NDPP） （NDPP）                  | 1    |        |
| ナガランド人民戦線（NPF）                        | 1    |        |
| 国家人民党（NPP）（NPP）                         | 1    |        |
| ミゾ国民戦線（MNF）                              | 1    |        |
| シッキム革命戦線（SKM）                          | 1    |        |
| 無所属                                           | 1    |        |
| 統一進歩同盟 議席：93                            |      |        |
| インド国民会議派（INC）                          | 52   |        |
| ドラーヴィダ進歩党(DMK)                          | 24   |        |
| 国民会議党（NCP）                                | 5    |        |
| ジャンムー・カシミール人民民主党（PDP）          | 3    |        |
| インド連合ムスリム連盟（IUML）                   | 3    |        |
| ジャールカンド解放戦線（JMM）                    | 1    |        |
| ケーララ会議派（KM） （KM）                      | 1    |        |
| 革命社会党（RSP）                                | 1    |        |
| 解放パンサー党（VCK）（VCK）                     | 1    |        |
| 全インド統一民主戦線（AIUDF）                    | 1    |        |
| 無所属                                           | 1    |        |
| その他- 政党連合に 属さない 議席：112            |      |        |
| トリナムール（草の根）会議派（AITC）             | 22   |        |
| YSR会議党(YSRCP)                                 | 22   |        |
| シヴ・セーナー（SS）                             | 18   |        |
| ビジュ・ジャナタ・ダル（BJD）                    | 12   |        |
| 大衆社会党（BSP）                                | 10   |        |
| テランガナ国民会議（TRS） （TRS）                | 9    |        |
| サマジワディ党（SP）                             | 5    |        |
| インド共産党マルクス主義派（CPI(M)）             | 3    |        |
| テルグ・デサム（TDP）                            | 3    |        |
| 全インド統一ムスリム評議会（AIMIM）              | 2    |        |
| インド共産党（CPI）                              | 2    |        |
| アーム・アードミ党（AAP）                        | 1    |        |
| ジャナタ・ダル (世俗派)（JDS）                   | 1    |        |
| 無所属                                           | 2    |        |
| 空席                                             | 空席 | 1      |
| 合計                                             | 合計 | 543    |

- 出典: ローク・サバー公式サイト　第17回ローク・サバ―　議会政党別リスト[8]

### 2014年総選挙
- 実施日：2014年4月7日-5月12日（地域ごとに投票日をずらして行われた。）

| 党派別議席数                                     | 党派別議席数 |
| 党派                                             | 議席数       |
| ------------------------------------------------ | ------------ |
| インド人民党（BJP）                              | 282          |
| インド国民会議派（INC）                          | 44           |
| 全インド・アンナー・ドラーヴィダ進歩党（AIADMK） | 37           |
| トリナムール（草の根）会議派（AITC）             | 34           |
| ビジュ・ジャナタ・ダル（BJD）                    | 20           |
| シヴ・セーナー（SS）                             | 18           |
| テルグ・デサム党（TDP）                          | 16           |
| テランガナ国民会議（TRS）                        | 11           |
| インド共産党マルクス主義派（CPI(M)）             | 9            |
| YSR会議党                                        | 9            |
| 国民会議党（NCP）                                | 6            |
| 人民の力党（LJP）                                | 6            |
| サマジワディ党（SP）                             | 5            |
| 全国ジャナタ・ダル（RJD）                        | 4            |
| アーム・アードミ党（AAP）                        | 4            |
| アカリ・ダル（SAD）                              | 4            |
| 全インド統一民主戦線（AIUDF）                    | 3            |
| ジャンムー・カシミール人民民主党（PDP）          | 3            |
| 民族ローク・サマタ党（RLSP）                     | 3            |
| 無所属                                           | 3            |
| インド民族ローク・ダル（INLD）                   | 2            |
| インド連合ムスリム連盟（IUML）                   | 2            |
| ジャナタ・ダル (世俗派)（JDS）                   | 2            |
| ジャナタ・ダル (統一派)（JDU）                   | 2            |
| ジャールカンド解放戦線（JMM）                    | 2            |
| アプナ・ダル（AD）                               | 2            |
| インド共産党（CPI）                              | 1            |
| 全インドNR会議派（AINRC）                        | 1            |
| ケーララ会議派（マニ派）（KM)                    | 1            |
| 全インド統一ムスリム評議会（AIMIM）              | 1            |
| ナガランド人民戦線（NPF）                        | 1            |
| 国家人民党（NPP）                                | 1            |
| 革命社会党（RSP）                                | 1            |
| シッキム民主戦線（SDF）                          | 1            |
| 自愛党（SWP）                                    | 1            |
| 人民労働党（PKM）                                | 1            |

- 出典　IPU "India LAST ELECTIONS", 『月刊インド』2014年6月号13頁

### 2009年総選挙
- 実施日：2009年4月16日、4月22-23日、4月30日、5月7日、5月13日（地域ごとに投票日をずらし五段階で行われた。）

| 党派別議席数                                    | 党派別議席数 |
| 党派                                            | 議席数       |
| ----------------------------------------------- | ------------ |
| インド国民会議派（INC）                         | 206          |
| インド人民党（BJP）                             | 116          |
| サマジワディ党                                  | 22           |
| 大衆社会党（BSP）                               | 22           |
| ジャナタ・ダル (統一派)                         | 20           |
| トリナムール（草の根）会議派                    | 19           |
| ドラーヴィダ進歩党（DMK）                       | 18           |
| インド共産党マルクス主義派                      | 16           |
| ビジュ・ジャナタ・ダル                          | 14           |
| シブ・セーナー                                  | 11           |
| 国民会議党                                      | 9            |
| 全インド・アンナー・ドラーヴィダ進歩党          | 9            |
| 無所属                                          | 9            |
| テルグ・デサム党（TDP）                         | 6            |
| 全国ローク・ダル                                | 5            |
| アカリ・ダル（SAD）                             | 4            |
| 全国ジャナタ・ダル                              | 4            |
| インド共産党（CPI）                             | 4            |
| ジャナタ・ダル (世俗派)                         | 3            |
| ジャンムー・カシミール国民会議（J&KNC）         | 3            |
| インド連合ムスリム連盟ケーララ州委員会          | 2            |
| 革命社会党                                      | 2            |
| 全インド前進同盟                                | 2            |
| テランガナ国民会議                              | 2            |
| ジャールカンド解放戦線                          | 2            |
| アソム人民会議                                  | 1            |
| 全インド統一ムスリム評議会                      | 1            |
| 全インド統一民主戦線                            | 1            |
| 大衆開発戦線                                    | 1            |
| ドラーヴィダ復興進歩党                          | 1            |
| ボドランド人民戦線                              | 1            |
| ハリヤーナー人民福祉会議派 (バジャン・ラール派) | 1            |
| ジャールカンド開発戦線 (民主主義)               | 1            |
| ナガランド人民戦線                              | 1            |
| シッキム民主戦線                                | 1            |
| 自愛党（Swabhimani Paksha）                     | 1            |
| 解放パンサー党（Viduthalai Chiruthaigal Katch） | 1            |
| ケーララ会議派（マニ派）                        | 1            |

- 出典　広瀬・北川・三輪（2011）

### 2004年総選挙
- 実施日：4月20日～5月10日
- 結果（第1ラウンド分のみ）:インド国民会議派146、インド人民党137、インド共産党マルクス主義派43、サマジワディ党37、その他の各政党23、大衆社会党18、インド共産党10など

## 備考
前期に下院議長を務めたソームナート・チャタルジー(父親はRSSやインド人民党の前身をつくったN.C. Chatterjee)はインド共産党マルクス主義派である。